# Xylotrupes faber
Xylotrupes faber är en skalbaggsart som beskrevs av Silvestre 2002. Xylotrupes faber ingår i släktet Xylotrupes och familjen Dynastidae. Inga underarter finns listade i Catalogue of Life.